# Raised by Wolves
Raised by Wolves är en amerikansk TV-serie som började sändas 3 september 2020 i USA på tv-kanalen HBO Max. Serien är skapad av Aaron Guzikowski. De två första avsnitten regisserades av Ridley Scott som även producerar serien.
Den 17 september beställde HBO Max en andra säsong som började spelas in under början av 2021. Säsong två började sändas 2022. 

## Handling
Serien utspelar sig på Kepler-22b där två androider fått i uppgift att föda och uppfostra de sista ateistiska barn som finns efter att jorden ödelagts i ett gigantiskt religiöst motiverat krig där den ateistiska sidan förlorat.

## Rollista i urval
| Skådespelare   | Karaktär           |
| -------------- | ------------------ |
| Amanda Collin  | androiden "Mother" |
| Abubakar Salim | androiden "Father" |
| Winta McGrath  | Campion            |
| Travis Fimmel  | Caleb/Marcus       |
| Niamh Algar    | Sue                |
| Matias Varela  | Lucius             |

## Avsnitt
| Säsong 1 | Säsong 1         | Säsong 1          |
| Nr       | Namn             | Datum             |
| -------- | ---------------- | ----------------- |
| 1        | Raised by Wolves | 3 september 2020  |
| 2        | Pentagram        | 3 september 2020  |
| 3        | Virtual Faith    | 3 september 2020  |
| 4        | Nature's Course  | 10 september 2020 |
| 5        | Infected Memory  | 10 september 2020 |
| 6        | Lost Paradise    | 17 september 2020 |
| 7        | Faces            | 17 september 2020 |
| 8        | Mass             | 24 september 2020 |
| 9        | Umbilical        | 24 september 2020 |
| 10       | The Beginning    | 1 oktober 2020    |